# 23e parallèle nord
Pour les articles homonymes, voir 23e parallèle.
En géographie, le 23e parallèle nord est le parallèle joignant les points de la surface de la Terre dont la latitude est égale à 23° nord.

## Géographie

### Dimensions
Dans le système géodésique WGS 84, au niveau de 23° de latitude nord, un degré de longitude équivaut à 102,523 km ; la longueur totale du parallèle est donc de 36 908 km, soit environ  92,1% de celle de l'équateur. Il en est distant de 2 545 km et du pôle Nord de 7 457 km,.
Comme tous les autres parallèles à part l'équateur, le 23e parallèle nord n'est pas un grand cercle et n'est donc pas la plus courte distance entre deux points, même situés à la même latitude. Par exemple, en suivant le parallèle, la distance parcourue entre deux points de longitude opposée est 18 454 km ; en suivant un grand cercle (qui passe alors par le pôle nord), elle n'est que de 14 914 km.
Le 23e parallèle est distant du tropique du Cancer (23° 26' 22" N) d'un peu moins de 50 km.

### Durée du jour
À cette latitude, le soleil est visible pendant 13 heures et 33 minutes au solstice d'été, et 10 heures et 43 minutes au solstice d'hiver.